# خریکو (انتیوکیا)
خریکو (انگلیسی: Jericó, Antioquia) نام شهری در کشور کلمبیا است.